# Johan Nijenhuis
Johan Nijenhuis (Markelo, 4 maart 1968) is een Nederlands filmregisseur en -producent.

## Biografie
Nijenhuis bracht zijn vwo-tijd door in Holten (De Waerdenborch), maar halverwege zijn middelbare schoolperiode ging Nijenhuis als uitwisselingsstudent voor een jaar naar Los Angeles. Daar kreeg hij op de Birmingham High School training in journalistiek en filmtechniek. Vanaf 1990 regisseerde hij afleveringen van de televisieserie Goede tijden, slechte tijden en Westenwind. Zijn speelfilmdebuut maakte hij met Costa!. Na het succes van deze film en de daarop volgende televisieserie richtte hij met Alain de Levita de productiemaatschappij Nijenhuis & de Levita Film en TV op. In januari 2010 is bekend geworden dat hij uit deze productiemaatschappij is gestapt. Zijn bedrijf draagt de naam Johan Nijenhuis & Co, en is de productiemaatschappij van o.a. de speelfilms Bennie Stout, Verliefd op Ibiza, Toscaanse Bruiloft, Rokjesdag en Onze Jongens. Met Verliefd op Cuba is Nijenhuis de eerste Nederlandse regisseur die een speelfilm op Cuba mag opnemen.
Nijenhuis is de bedenker van de serie Als de dijken breken. De serie is geproduceerd samen met medeproducent Ingmar Menning. Hij schreef het concept en idee van de serie over een moderne watersnoodramp. De eerste aflevering van de serie was het best bekeken programma van zaterdagavond 5 november 2016 en met 2,1 miljoen kijkers de best bekeken dramaserie van 2016 op de NPO.
Johan Nijenhuis ageerde in november 2010 tegen de film Sint van regisseur Dick Maas. Vooral de reclameposter kon er bij Nijenhuis niet in daar deze ongepast zou zijn voor kinderen. Hij ging met deze klacht naar de Reclame Code Commissie, maar die vond de klacht onterecht en bepaalde dat de poster mocht blijven hangen. Ook in hoger beroep werden de klachten van Nijenhuis onterecht verklaard.

## Filmografie

### Film
| Jaar | Productie                                            | In de functie van | In de functie van | In de functie van |
| Jaar | Productie                                            | regisseur         | schrijver         | producent         |
| ---- | ---------------------------------------------------- | ----------------- | ----------------- | ----------------- |
| 1998 | Goede tijden, slechte tijden: De reünie              |                   | Ja                |                   |
| 2001 | Costa!                                               | Ja                | Ja                | Ja                |
| 2002 | Volle maan                                           | Ja                |                   | Ja                |
| 2003 | Liever verliefd                                      |                   |                   | Ja                |
| 2003 | Pista!                                               |                   |                   | Ja                |
| 2004 | Ellis in Glamourland                                 |                   |                   | Ja                |
| 2004 | Snowfever                                            |                   | Ja                | Ja                |
| 2004 | Floris                                               |                   |                   | Ja                |
| 2005 | Zoop in Afrika                                       | Ja                | Ja                | Ja                |
| 2006 | Zoop in India                                        | Ja                | Ja                | Ja                |
| 2007 | Zoop in Zuid-Amerika                                 | Ja                |                   | Ja                |
| 2008 | Alibi                                                | Ja                |                   | Ja                |
| 2009 | De Storm                                             |                   |                   | Ja                |
| 2009 | SpangaS op Survival                                  |                   |                   | Ja                |
| 2010 | Foeksia de Miniheks                                  | Ja                |                   | Ja                |
| 2010 | Lang en Gelukkig                                     |                   |                   | Ja                |
| 2011 | Bennie Stout                                         | Ja                |                   | Ja                |
| 2011 | Body Language                                        |                   |                   | Ja                |
| 2013 | Verliefd op Ibiza                                    | Ja                |                   | Ja                |
| 2014 | Toscaanse Bruiloft                                   | Ja                |                   | Ja                |
| 2015 | Apenstreken                                          | Ja                |                   | Ja                |
| 2016 | Rokjesdag                                            | Ja                |                   | Ja                |
| 2016 | Onze Jongens                                         | Ja                |                   | Ja                |
| 2017 | Gek van Geluk                                        | Ja                |                   | Ja                |
| 2018 | Mannen van Mars                                      |                   |                   | Ja                |
| 2019 | Verliefd op Cuba                                     | Ja                |                   | Ja                |
| 2020 | Onze Jongens in Miami                                | Ja                |                   | Ja                |
| 2020 | De Beentjes van Sint-Hildegard                       | Ja                |                   | Ja                |
| 2020 | De piraten van hiernaast                             |                   |                   | Ja                |
| 2022 | De piraten van hiernaast: De ninja's van de overkant |                   |                   | Ja                |
| 2022 | Marokkaanse Bruiloft                                 | Ja                |                   | Ja                |
| 2022 | Zwanger & Co                                         | Ja                |                   | Ja                |
| 2024 | Verliefd op Bali                                     | Ja                |                   | Ja                |
| 2024 | Rokjesnacht                                          | Ja                |                   | Ja                |
| 2024 | Tegendraads                                          |                   |                   | Ja                |
| 2024 | De jackpot                                           |                   |                   | Ja                |
| 2025 | Dochters                                             | Ja                |                   | Ja                |

### Televisie
| Productie                     | In de functie van                 | In de functie van                  | In de functie van                  |
| Productie                     | regisseur                         | schrijver                          | producent                          |
| ----------------------------- | --------------------------------- | ---------------------------------- | ---------------------------------- |
| Goede tijden, slechte tijden  | Ja · (1993-1994; 75 afleveringen) |                                    | Ja                                 |
| Westenwind                    | Ja · (1999; 1 aflevering)         | Ja · (1999-2003; 136 afleveringen) | Ja · (1999-2003; 136 afleveringen) |
| Het Zonnetje in Huis          |                                   |                                    | Ja · (2001; 2 afleveringen)        |
| Dok12                         |                                   |                                    | Ja · (2001; 12 afleveringen)       |
| Rozengeur & Wodka Lime        |                                   |                                    | Ja                                 |
| Costa!                        |                                   | Ja · (2001-2005; 51 afleveringen)  | Ja · (2001-2005; 51 afleveringen)  |
| ZOOP                          | Ja · (2004; 2 afleveringen)       | Ja · (2004; 4 afleveringen)        | Ja · (2004; 4 afleveringen)        |
| De Wet volgens Milo           | Ja · (2004; 1 aflevering)         | Ja · (2004-2005; 13 afleveringen)  | Ja · (2004-2005; 13 afleveringen)  |
| Keyzer & De Boer Advocaten    |                                   |                                    | Ja · (2005-2008; 54 afleveringen)  |
| Samen                         |                                   |                                    | Ja · (2005; 23 afleveringen)       |
| Lieve Lust                    |                                   |                                    | Ja · (2005-2006; 13 afleveringen)  |
| Van Jonge Leu en Oale Groond  | Ja · (2005; 4 afleveringen)       | Ja · (2005-2007; 61 afleveringen)  | Ja · (2005-2007; 61 afleveringen)  |
| Voetbalvrouwen                |                                   |                                    | Ja · (2007-2008; 22 afleveringen)  |
| De Hemelpaort                 |                                   |                                    | Ja · (2007; 20 afleveringen)       |
| Nachtegaal & Zonen            |                                   |                                    | Ja · (2007; 1 aflevering)          |
| SpangaS                       |                                   |                                    | Ja · (2007-2010; 378 afleveringen) |
| De hoofdprijs                 |                                   |                                    | Ja · (2008-2009; 13 afleveringen)  |
| Pauwen & Reigers              |                                   |                                    | Ja · (2008-2009; 20 afleveringen)  |
| 2012: Het jaar Nul            |                                   |                                    | Ja · (2009-2010; 13 afleveringen)  |
| Verborgen Gebreken            |                                   |                                    | Ja · (2009-2010; 24 afleveringen)  |
| Penoza                        |                                   |                                    | Ja · (2010; 8 afleveringen)        |
| Malaika                       |                                   |                                    | Ja · (2013; 50 afleveringen)       |
| De leeuwenkuil                |                                   |                                    | Ja · (2013; 10 afleveringen)       |
| Verliefd op Ibiza             |                                   |                                    | Ja · (2013; 8 afleveringen)        |
| Rechercheur Ria               |                                   |                                    | Ja · (2014; 8 afleveringen)        |
| Trollie                       |                                   |                                    | Ja · (2015; 10 afleveringen)       |
| Als de dijken breken          |                                   |                                    | Ja · (2016; 6 afleveringen)        |
| Woeste grond (televisieserie) | Ja                                |                                    | Ja                                 |

## Prijzen
2001:
- Costa! Gouden en Platina film

2002:
- Volle maan Gouden en Platina film

2005:
- Zoop in Afrika Gouden film

2006:
- Zoop in India Gouden film

2007:
- Zoop in Zuid-Amerika Gouden film

2008:
- Alibi Gouden film

2010:
- Foeksia de Miniheks Gouden film
- Foeksia de Miniheks Publieksprijs beste Nederlandse kinderfilm op Cinekid
- Foeksia de Miniheks Publieksprijs Z@PP Cinekidleeuw

2011:
- Foeksia de Miniheks Beste kinderfilm voor 6+ op het Giffoni International Film Festival, Italië
- Bennie Stout Gouden film

2012:
- Bennie Stout Beste film op Bykov International Festival of Films for Children and Youth, Armenië

2013: 
- Verliefd op Ibiza Gouden en Platina film

2014: 
- Toscaanse Bruiloft Gouden en Platina film

2016: 
- Rokjesdag Gouden en Platina film

2017:
- Onze Jongens Gouden film
- Gek van geluk Gouden film

2019:
- Verliefd op Cuba Gouden en Platina film

2020:
- Onze Jongens in Miami Gouden film
- De Beentjes van Sint-Hildegard Gouden en Platina film